# James A. Reed

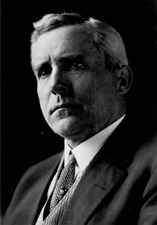
James A. Reed.

James Alexander Reed, född 9 november 1861 i Richland County, Ohio, död 8 september 1944 i Oscoda County, Michigan, var en amerikansk demokratisk politiker. Han representerade delstaten Missouri i USA:s senat 1911–1929.
Reed flyttade 1864 till Iowa med sina föräldrar. Han gick i skola i Cedar Rapids. Han studerade juridik och inledde 1885 sin karriär som advokat. Han flyttade 1887 till Kansas City, Missouri. Han var borgmästare i Kansas City 1900–1904.
Reed efterträdde 1911 William Warner som senator för Missouri. Efter tre mandatperioder i senaten bestämde han sig för att inte ställa upp till omval i senatsvalet 1928. Han efterträddes som senator av republikanen Roscoe C. Patterson.
Reed återgick till arbetet som advokat efter sin tid i senaten. Hans grav finns på Mount Washington Cemetery i Independence, Missouri.